# Hiltruda (córka Karola Młota)
Hiltruda (zm. 754) – córka Karola Młota i jego żony Chrotrudy. 
Po śmierci ojca, wbrew braciom Pepinowi Krótkiemu i Karlomanowi, poślubiła Odylona I, księcia Bawarii. Śmierć Odylona w 748 roku wywołała bunt w Bawarii przeciw władzy frankijskiej, schronienie znalazł tam także Griffon, przyrodni brat Pepina i Karlomana, który w 741 podniósł przeciw bunt. Pepin interweniował na rzecz Hiltrudy i jej siemioletniego syna Tassilona. Uzyskał wydanie Griffona i uznanie władzy Tassilona i jego matki, jako regentki, pod kontrolą frankijskich hrabiów.